# Phaonia vietnamensis
Phaonia vietnamensis este o specie de muște din genul Phaonia, familia Muscidae, descrisă de Shinonaga în anul 2000.
Este endemică în Vietnam. Conform Catalogue of Life specia Phaonia vietnamensis nu are subspecii cunoscute.